# Віраг Юлій Георгійович
Юлій Георгійович Ві́раг (нар. 13 вересня 1880, Хуст — пом. 22 березня 1949, Мукачево) — український живописець, один із засновників закарпатської малярської школи, зокрема портретної.

## Біографія
Народився  13 вересня 1880 року в місті Хусті (тепер Закарпатська область, Україна). Впродовж 1898—1899 років навчався в Мюнхенській академії мистецтв у Шимона Голлоші та Людвига Льофтце, пізніше до 1903 року в Будапештській школі зразкового малюнка у професора Балло та в Академії Жуліана в Парижі. Відвідав Іспанію, Італію. У 1901 році виїхав до Нью-Йорка, де створив величезну композицію «Коронація Діви Марії», за яку отримав вагому премію.
З 1903 року жив в Мукачевому. Протягом 1903—1915 років служив в Австрійські армії. У 1917 році став ініціатором створення Мукачівського мистецького товариства, яке 1921 року перейменовано на Мукачівський русинський мистецький клуб, до якого долучилися Адальберт Ерделі та Йосип Бокшай. У 1928 році був призначений урядовим живописцем Мукачівської єпархії. Помер у Мукачевому 22 березня 1949 року.

## Творчість
У 1906—1913 роках розписав інтер'єр церкви Миколаївського монастиря на Чернечій горі поблизу Мукачевого і написав низку ікон. Під час служби в армії намалював велику кількість портретів. Створював також жанрові полотна. Ряд малюнків виконав олівцем. Серед робіт:
портрети
- «Портрет хлопчика Віктора Ойоки» (1906);
- «Автопортрет» (1908);
- «Чернець» (1909);
- «Чоловічий портрет»;
- «Не буду ченцем!» (1911);
- «Соломон» (1914);
- «Портрет матері» (1929);
- «Старий у шапці» (1932);
- «З ярмарку» (1937);
- «Дядечко Балінт» (1937; полотно, олія);
- «Жіночий портрет» (1937; Національний художній музей України);
- «Портрет брата художника» (1939);
- «Стахановець» (1947);
- «Декламаторка» (1949);

малюнки олівцем
- «Портрет дівчини»;
- «Хлопчик з динею»;
- «Портрет дружини».

Брав участь у виставках. Персональна відбулась в Ужгороді у 1950 році (посмертна).
Окремі роботи зберігаються у Закарпатському художньому музеї, Національному художньому музеї України.